# Диэтилкадмий
Диэтилкадмий — металлоорганическое соединение
кадмия с формулой Cd(C2H5)2,
бесцветная маслянистая жидкость с неприятным запахом,
дымит на воздухе,
реагирует с водой.

## Получение
- Реакция бромида кадмия с реактивом Гриньяра:

{\displaystyle {\mathsf {CdBr_{2}+2C_{2}H_{5}MgBr\ {\xrightarrow {}}\ Cd(C_{2}H_{5})_{2}+2MgBr_{2}}}}

## Физические свойства
Диэтилкадмий образует бесцветную маслянистую жидкость с неприятным запахом.
На воздухе дымит, возможно самовозгорание.